# Vĩnh Hưng, Tây Ninh
Vĩnh Hưng là một xã thuộc tỉnh Tây Ninh, Việt Nam.

## Địa lý
Xã Vĩnh Hưng có vị trí địa lý:
- Phía đông giáp xã Tuyên Bình.
- Phía tây giáp xã Hưng Điền và xã Vĩnh Thạnh.
- Phía nam giáp xã Tân Hưng.
- Phía bắc giáp xã Khánh Hưng.

Xã Vĩnh Hưng có diện tích tự nhiên là 95,26 km², quy mô dân số năm 2025 là 21.204 người.

## Lịch sử
Ngày 23 tháng 11 năm 1991, Chính phủ ban hành Quyết định số 607/QĐ-TCCP về việc thành lập thị trấn Vĩnh Hưng trên cơ sở một phần của xã Vĩnh Trị.
Ngày 13 tháng 7 năm 1995, UBND tỉnh Long An ban hành Quyết định số 4210/UB.QĐ. Theo đó, thị trấn có 6 khu phố và 2 ấp.

### Năm 2025
- Ngày 12 tháng 6 năm 2025, Quốc hội khóa XV ban hành Nghị quyết số 202/2025/QH15 về việc sắp xếp đơn vị hành chính cấp tỉnh[7]. Theo đó, sắp xếp toàn bộ diện tích tự nhiên, quy mô dân số của tỉnh Long An và tỉnh Tây Ninh thành tỉnh mới có tên gọi là tỉnh Tây Ninh.

- Ngày 16 tháng 6 năm 2025, Ủy ban Thường vụ Quốc hội khóa XV ban hành Nghị quyết số 1682/NQ-UBTVQH15 về việc sắp xếp các đơn vị hành chính cấp xã của tỉnh Tây Ninh năm 2025[8]. Theo đó, sắp xếp toàn bộ diện tích tự nhiên, quy mô dân số của thị trấn Vĩnh Hưng, một phần diện tích tự nhiên, quy mô dân số các xã Vĩnh Trị, Thái Trị, Khánh Hưng, Thái Bình Trung và phần còn lại của các xã Vĩnh Thuận, Vĩnh Bình sau khi sắp xếp theo quy định tại khoản 5 Điều này thành xã mới có tên gọi là xã Vĩnh Hưng.

## Hành chính
Thị trấn Vĩnh Hưng được chia thành 8 khu phố: 1, 2, 3, 4, Bào Sậy, Chiến Thắng, Măng Đa, Rạch Bùi.